# Brachpieper
Der Brachpieper (Anthus campestris) ist eine Vogelart aus der Familie der Stelzen und Pieper (Motacillidae).
Diese große Pieperart besiedelt die südliche und mittlere Paläarktis von Nordwest-Afrika und Portugal bis nach Mittelsibirien und bis in die innere Mongolei. Der Brachpieper bewohnt dort überwiegend Steppen, Halbwüsten und Wüsten. In Mitteleuropa ist die Verbreitung lückenhaft und im Wesentlichen auf sandige Offenflächen im Bereich von Truppenübungsplätzen und Kultivierungen beschränkt; durch Lebensraumveränderungen sind die Bestände hier rückläufig. Die Art ist Langstreckenzieher und verbringt den Winter in der Sahelzone südlich der Sahara, in Nordostafrika, in Arabien, im Süden des Iran sowie im westlichen Indien.

## Beschreibung
Der Brachpieper hat eine Körperlänge von 15,5 bis 18 cm und ist damit größer als der bekanntere Baumpieper. Die Oberseite ist einfarbig hell braungrau. Die Schwingen sind dunkel graubraun, die Handschwingen sind an den Außenfahnen schmal hellbraun gerandet, die Armschwingen breit hellbraun gerandet. Die mittleren Armdecken sind kontrastierend dunkler braungrau als die kleinen und großen Armdecken; alle Decken sind an den Spitzen beigeweiß gerandet. Der Schwanz ist schwarzbraun, die zwei äußeren Steuerfedern sind am Ende in einem zur Basis spitz zulaufenden Feld rahmfarben.
Die Art zeigt einen kräftigen, hellen Überaugenstreif, der über den Ohrdecken endet. Der schmale Zügelstreif, der Wangenstreif und der sehr schmale Kinnstreif sind schwärzlich. Die Kehle ist weiß. Die obere Brust zeigt an den Seiten manchmal einige dunkle Strichel und die Flanken sind leicht gelblich getönt, die übrige Rumpfunterseite, die Kehle und die Unterschwanzdecken sind weiß. Jungvögel sind auf Oberkopf, oberem Rücken und Schultern kräftig dunkel gestreift und geschuppt, die Brust ist deutlich dunkel längs gestreift und gefleckt.
Die Beine sind hellbraun, der schlanke Schnabel ist braungrau, der Unterschnabel ist an der Basis aufgehellt. Die Hinterkralle ist im Vergleich zu anderen Piepern relativ kurz.
Am Boden laufen Brachpieper meist stelzenartig aufrecht.

## Lautäußerungen
Der Kontaktruf ist ein spatzenartiges „zschlippp, dieb“. Der meist im wellenförmigen Singflug, aber auch von einer Sitzwarte oder vom Boden vorgetragene, einfache Gesang besteht aus zwei bis drei Silben, etwa wie „zirluih…zirluih…zirluih“. Weibchen können ebenfalls singen, dabei passen sie ihren Gesang dem mit ihm verpaarten Männchen an. Die Weibchen singen vor allem beim An- und Abflug vom Nest.

## Verbreitung und Lebensraum

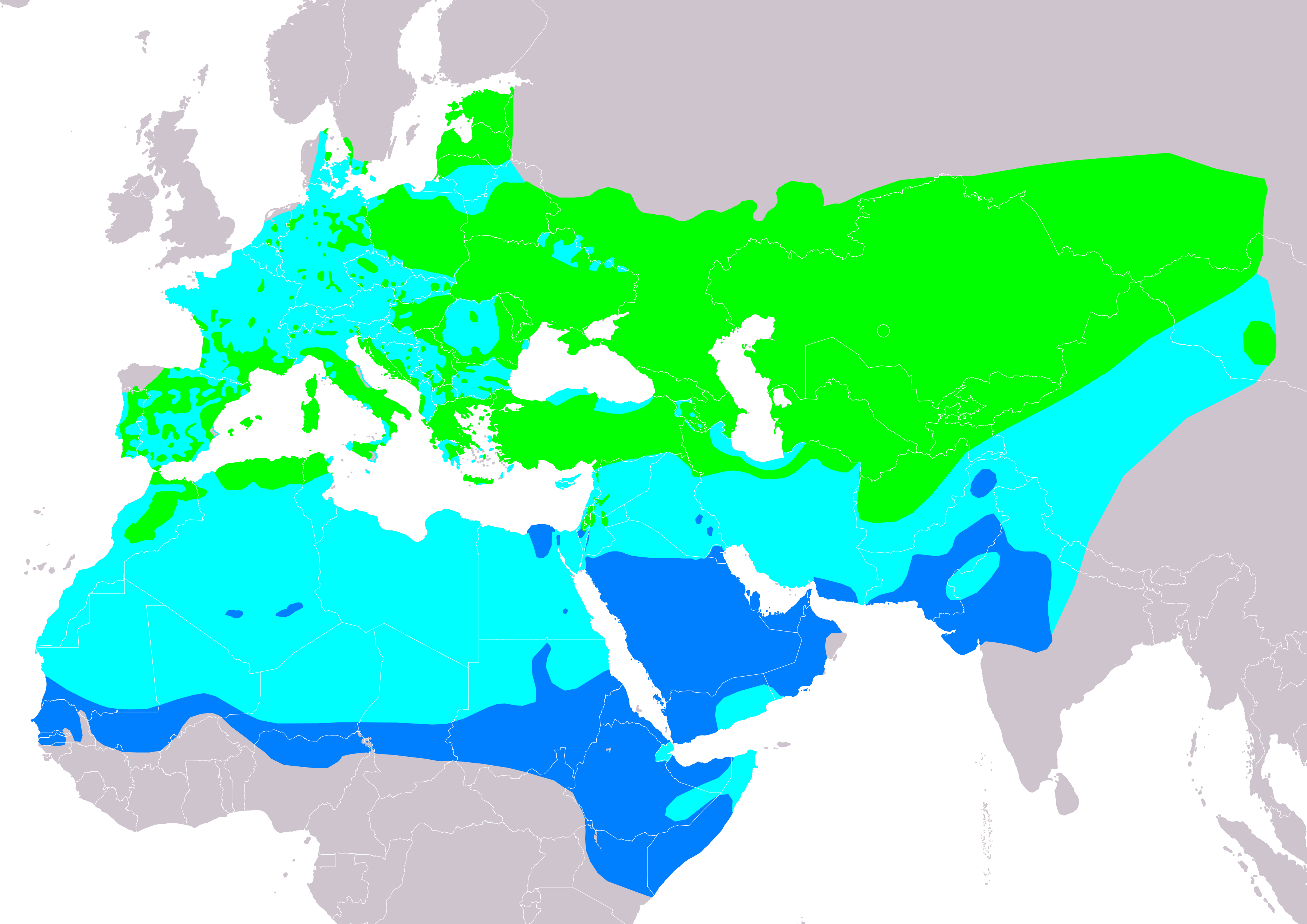
Verbreitung des Brachpiepers:
Brutgebiete
Migration
Überwinterungsgebiete

Das Verbreitungsgebiet des Brachpiepers umfasst Teile der südlichen und mittleren Paläarktis von Nordwest-Afrika und Portugal über Süd- und Mitteleuropa bis nach Mittelsibirien und bis in die innere Mongolei. Die Nordgrenze der Verbreitung verläuft in Europa von der Atlantikküste über den Norden Dänemarks und den äußersten Süden Schwedens nach Osten durch das nördliche Baltikum und dann in Russland bei 53-55°N.
Der Brachpieper bewohnt in erster Linie offene, warme Landschaften wie Steppen, Halbwüsten und Wüsten. In Mitteleuropa ist die Verbreitung lückenhaft und im Wesentlichen auf sandige Offenflächen im Bereich von Truppenübungsplätzen und Kultivierungen beschränkt, daneben werden Küstendünen, Kahlschläge und Brandflächen in trockenen Nadelwäldern bis hin zu städtischen Brachen besiedelt. Wichtig für eine Besiedlung sind ausgedehnte, vegetationsfreie oder kaum bewachsene Flächen, kleinflächige Grashorste und Zwergsträucher sowie einzelne Bäume als Sitzwarten.

## Ernährung
Der Brachpieper ernährt sich von Insekten, vor allem von Käfern, Heuschrecken, Zweiflüglern und Ameisen, bei der Aufzucht der Jungen spielen auch Schmetterlingsraupen eine wichtige Rolle.

## Fortpflanzung

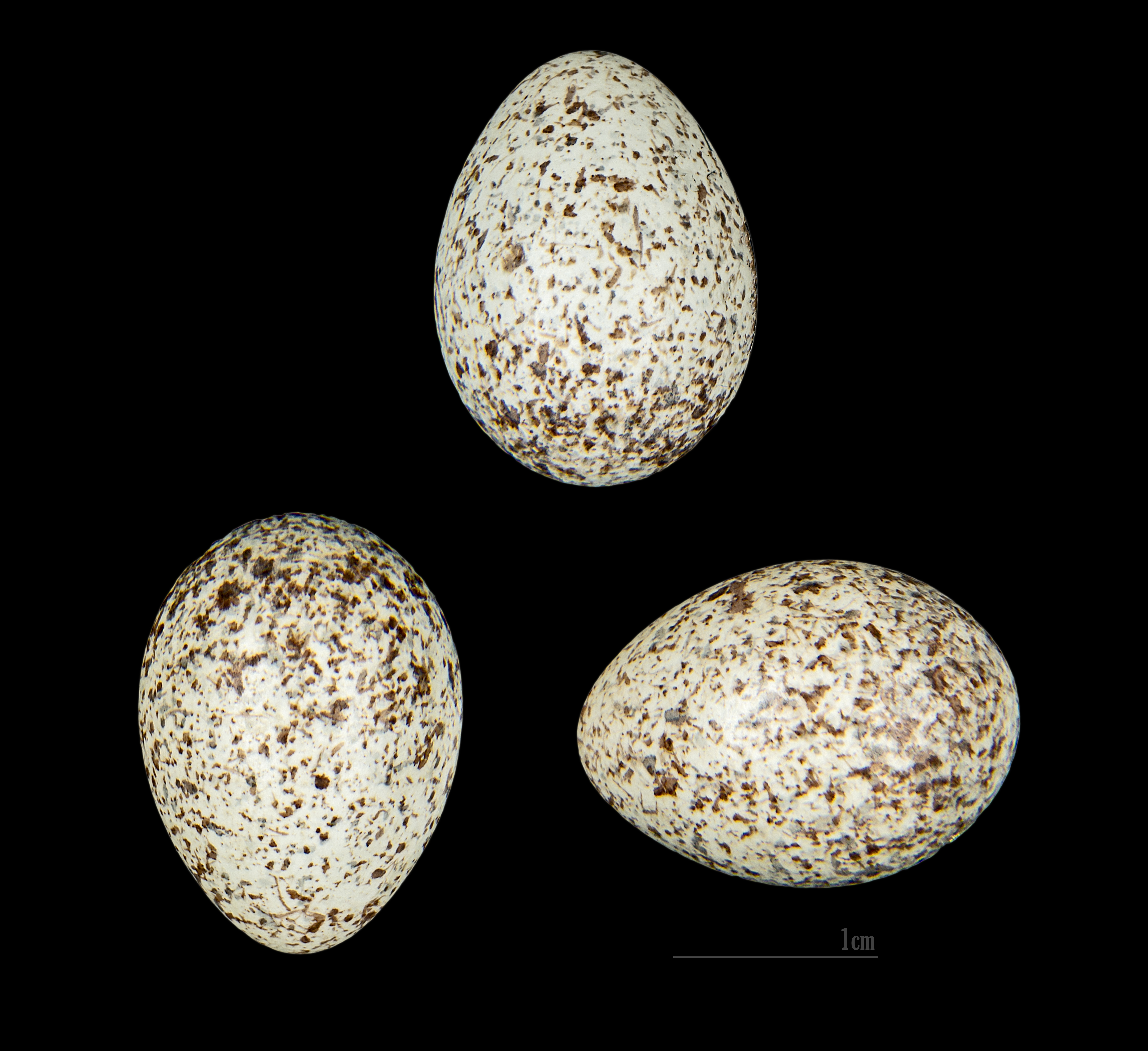
Anthus campestris

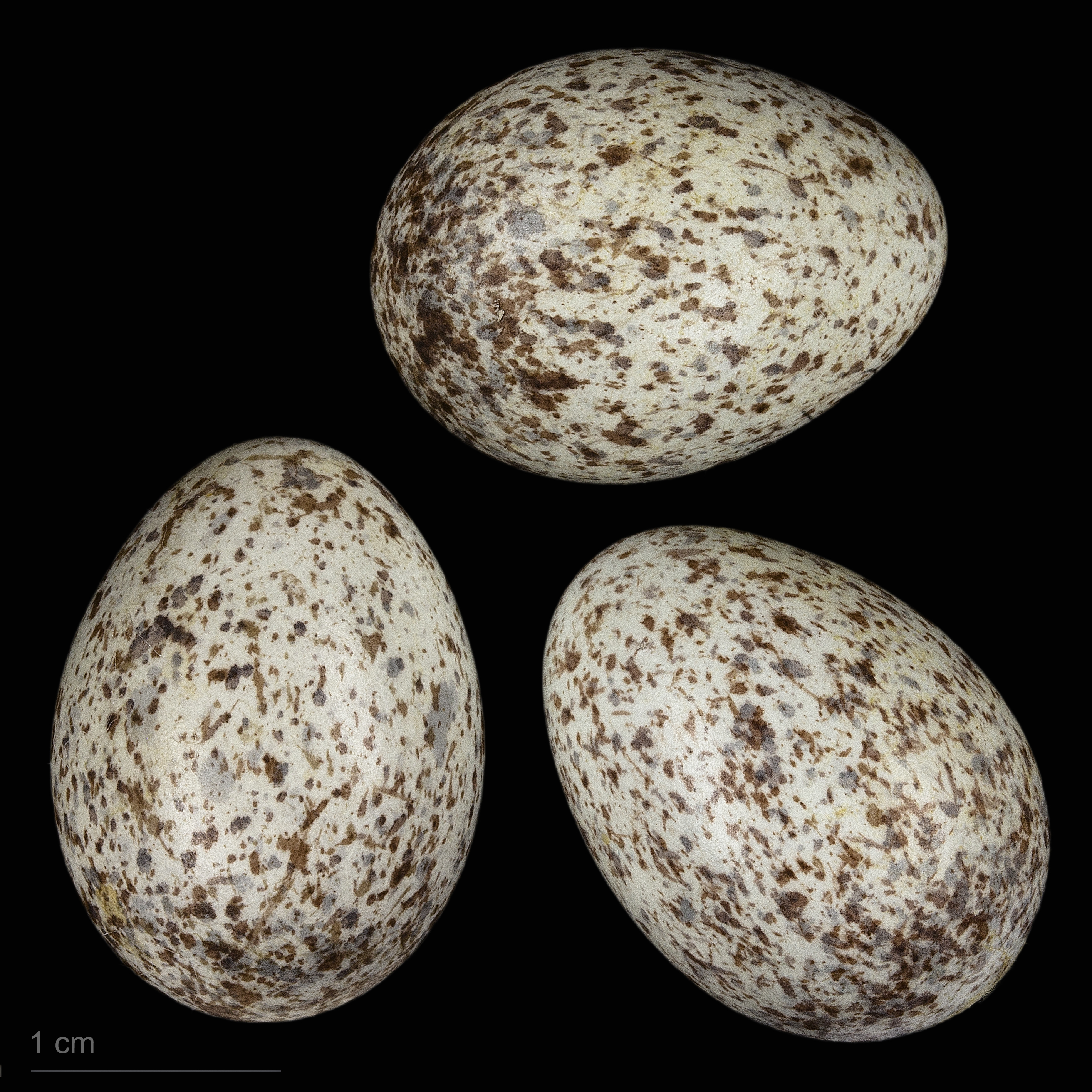
Anthus campestris campestris, Sammlung Museum von Toulouse

Das Nest wird am Boden in der Vegetation versteckt angelegt. Es besteht aus feinem pflanzlichem Material. Die Eiablage erfolgt in Mitteleuropa Mitte Mai bis Anfang Juni, nicht seltene Zweitbruten erfolgen ab Ende Juni. Das Gelege besteht aus 3-6, meist 4-5 Eiern. Die Brutzeit dauert 12-13 Tage. Die Bebrütung erfolgt ausschließlich durch das Weibchen. Die Nestlinge können von beiden Eltern gefüttert werden, häufig füttert jedoch weit überwiegend das Weibchen. Die Jungvögel sind nach 12 bis 15 Tagen flügge, das Gefieder ist aber erst nach 28-30 Tagen voll ausgewachsen.

## Wanderungen
Der Brachpieper ist Langstreckenzieher. Der Abzug aus den Brutgebieten erfolgt ab Mitte August und dauert bis Ende September; letzte Nachzügler werden in Mitteleuropa Ende Oktober, im Ausnahmefall noch Anfang November nachgewiesen. Die Vögel überwintern in der Sahelzone südlich der Sahara, in Nordostafrika, in Arabien, im Süden des Iran sowie im westlichen Indien.
Der Heimzug beginnt ab Ende Februar, in Mitteleuropa werden die Brutreviere überwiegend Mitte April bis Mitte Mai besetzt.

## Bestand und Gefährdung
In Mitteleuropa ist die Art nach 1965 stark zurückgegangen, als Hauptursachen gelten Lebensraumveränderungen durch Kultivierung, Aufforstung, Verbuschung, Überbauung und ein allgemein höherer Nährstoffeintrag. In Deutschland wird der Brachpieper in der Roten Liste als „vom Aussterben bedroht“ (Kategorie 1) eingestuft.
Gesicherte Angaben zum Weltbestand gibt es nicht, die IUCN gibt als grobe Schätzung für den europäischen Bestand 2,1-3,9 Mio. Individuen an. Weltweit ist die Art laut IUCN ungefährdet.
Der Brachpieper ist eine Art des Anhangs I der EU-Vogelschutzrichtlinie (RL 79/409/EWG), für die Vogelschutzgebiete auszuweisen sind.

## Eponyme
Der Asteroid (8776) Campestris ist nach Anthus campestris benannt.